# Trnoviti zečji trn
Trnoviti zečji trn (obični zečji trn, trnasti zečjak, trnasti čkalj; lat. Ononis spinosa), biljka gremolikog oblika iz potporodice Faboideae, porodica mahunarki (Fabaceae). Naraste do visine od 80 cm. Cvate od travnja ili lipnja do rujna ružičastim cvjetovima. Raste u cijeloj Europi, do 1.500 metara nadmorske visine.

## Narodni nazivi
Bijeli trn, bodež, gladež, gladišnik, gladiška, gladuška, iglica, kokorovo zelje, kraljevska salata, mača, milotrn, rupni trnić.

## Opis
Ova grmovita biljka je veoma žilava i teško se iskorjenjuje zbog žilavog, drvenastog i prilično dugog korijena koji raste vrlo sporo. Postoji nekoliko podvrsta, od kojih su nekima izdanci stabljike trnoviti.

## Ljekovitost
Biljka je ljekovita koja djeluje kao diuretik, najčešće se koristi korijen, sasvim mladi izdanci su jestivi. Sadrži flavonoide, eterična ulja i saponine.

## Sastav
Biljka sadrži eterična ulja, kao i izoflavon biookanin A, formononetin i genistein. Osim toga, ona također sadrži tanin ononin i terpen α-onzerin ( onokol )

## Podvrste
1. Ononis spinosa subsp. antiquorum (L.) Briq.
2. Ononis spinosa subsp. australis (Širj.) Greuter & Burdet
3. Ononis spinosa subsp. austriaca (Beck) Gams
4. Ononis spinosa subsp. hircina (Jacq.) Gams
5. Ononis spinosa subsp. leiosperma (Boiss.) Sirj.
6. Ononis spinosa subsp. masquillierii (Bertol.) Greuter & Burdet
7. Ononis spinosa subsp. procurrens (Wallr.) Briq.

## Sinonimi
- Ononis campestris Koch & Ziz
- Ononis repens subsp. spinosa Greuter
- Ononis spinosa subsp. spinosa
- Ononis vulgaris "Rouy, p.p.C"

## Vanjske poveznice
- Ononid spinosa, pfaf.org